# چاپاریتو (تگزاس)
چاپاریتو (به انگلیسی: Chaparrito) یک منطقهٔ مسکونی در ایالات متحده آمریکا است که در تگزاس واقع شده‌است. چاپاریتو ۱۱۴ نفر جمعیت دارد.